# Xemuel Yossef Agnon
Xemuel Yosef Agnon (en hebreu: שמואל יוסף עגנון; en ucraïnès: Шмуель Йосеф Аґнон), pseudònim de Shmuel Josef Halevi Czaczkes (en ucraïnès: Шмуель Йосеф Галеві Чачкес, Xmuel Iosef Halevi Txaktxes), també conegut com a Xai o Shai Agnon (en hebreu: ש"י עגנון) (Bútxatx, en ucraïnès: Бучач, Bútxatx; en polonès: Buczacz; en alemany: Butschatsch, Imperi Austrohongarès 1888 - Jerusalem, Israel 1970) fou un escriptor israelià guardonat amb el Premi Nobel de Literatura l'any 1966. Escrivia principalment en hebreu, tot i que algunes obres les va fer en ídix. També dominava l'alemany, el polonès i l'ucraïnès.

## Biografia
Va néixer el 17 de juliol de 1888 a la ciutat de Bútxatx, Buczacz o Butschatsch, situada a la història regió de Galítsia (Halytxynà), ciutat en aquells moments part de l'Imperi Austrohongarès però que avui dia forma part d'Ucraïna, óblast de Ternópill. Sense poder anar a l'escola fou educat pel seu propi pare, que li va ensenyar l'hebreu i l'ídix. El 1908 viatjà fins a Palestina i s'establí a la ciutat de Jaffa, situada en aquells moments a l'Imperi Otomà, adoptant una manera de vida secular. Posteriorment, però, tornà a la tradició jueva.
El 1913 va deixar Palestina per instal·lar-se a Alemanya, país on va viure onze anys i on conegué Salman Schocken, un acabalat home de negocis que es va transformar en el seu admirador i també benefactor. Amb la seva ajuda va tenir l'oportunitat de despreocupar-se de la seva economia personal, cosa que li va permetre escriure quan volgués. Aquest període de tranquil·litat i felicitat, però, va finalitzar el 6 de juny de 1924 per causa d'un incendi que comportà la crema de tots els seus manuscrits. Agnon va interpretar aquest fet com un mal presagi i va decidir retornar a la "Terra Promesa d'Israel". La seva tornada a Jerusalem també tingué un nou contratemps al cap de cinc anys, els disturbis àrabs de l'any 1929 van acabar novament amb els seus escrits i biblioteca. L'any 1924 s'instal·là definitivament a Jerusalem, en el districte de Talpiot, on va viure fins a la seva mort ocorreguda el 17 de febrer de 1970.

## Obra literària
El seu primer relat, Agunot ("Esposes abandonades", 1908) va ser publicat sota el pseudònim d'Agnon, derivació del títol de l'obra, i que utilitzà la resta de la seva vida, primer com a pseudònim, després canviant el seu cognom oficialment (el 1924).
Els seus textos tenen la característica de combinar el nou amb el vell, possibilitant que moltes vegades el lector no sàpiga distingir on comença la realitat i on acaba la fantasia. Els seus personatges parlen per si mateix en una temptativa per entendre's i entendre el seu contorn. En Una hoste per una Nit, un narrador anònim visita la seva ciutat natal a Galítsia després d'una absència de molts anys. La base efectiva d'aquesta història era la seva pròpia mirada respecte a la seva vida a Bútxatx, reflectint la desesperació del poble jueu durant aquest temps.
Temol xilxom ("Ahir i el dia abans") és considerada la seva principal novel·la. És una descripció de gran abast de la Palestina en els dies del segon aliyyà, però la seva redacció durant l'Holocaust jueu mostra una vessant pessimista.
El 1966 fou guardonat amb el Premi Nobel de Literatura pel seu característic i profund art narratiu adornat amb motius de la vida tradicional del poble jueu, premi compartit amb Nelly Sachs.